# Tomra
Tomra is een plaats in de Noorse gemeente Vestnes, provincie Møre og Romsdal. Tomra telt 1152 inwoners (2007) en heeft een oppervlakte van 1,51 km².